# اگیواس جورجیوس، لفکاس
اگیواس جورجیوس، لفکاس (به لاتین: Agios Georgios Lefkas) یک منطقهٔ مسکونی در قبرس است که در ناحیه نیکوزیا واقع شده‌است.

## خصوصیات
اگیواس جورجیوس ۰ نفر جمعیت دارد.